# Desmodium album
Desmodium album là một loài thực vật có hoa trong họ Đậu. Loài này được (Schindl.) J.F. Macbr. miêu tả khoa học đầu tiên năm 1934.